# Send Me a Lover
Send Me a Lover è una canzone registrata dalla cantante statunitense Taylor Dayne e scritta da Rick Hahn e George Thatcher. Il brano fu pubblicato nel settembre 1993 come secondo singolo promozionale dell'album Soul Dancing (1993).

## Il brano
Il brano è stato registrato presso gli studi Trax Recording di Los Angeles (CA), Ground Control di Santa Monica (CA) e The Hit Factory di New York City (NY).

## Accoglienza
Negli Stati Uniti Send Me a Lover raggiunse la posizione numero cinquanta della Billboard Hot 100 e la numero diciannove della Billboard Hot Adult Contemporary Tracks. In Canada, il singolo si posizionò alla numero 24 della classifica RPM 100 Hit Tracks e alla numero otto della classifica Adult Contemporary.
A livello internazionale, il singolo apparse nella classifica australiana, posizionandosi alla numero 42.

## Tracce
CD singolo (Australia) (Arista: 74321164882)
1. Send Me a Lover – 4:29 (Rick Hahn, George Thatcher)
2. Someone Like You – 3:50 (Lotti Golden, Tommy Faragher, Taylor Dayne)

CD singolo (Europa) (Arista: 74321 16422 2)
1. Send Me a Lover – 4:29 (Hahn, Thatcher)
2. Tell It to My Heart (Club Mix) – 6:22 (Ernie Gold, Seth Swirsky)
3. Someone Like You – 3:50 (Golden, Faragher, Dayne)

CD mini singolo (Giappone) (Arista: BVDA-70)
1. Send Me a Lover – 4:32 (Hahn, Thatcher)
2. Someone Like You – 3:49 (Golden, Faragher, Dayne)

CD singolo promo (Stati Uniti) (Arista: ASCD-2603)
1. Send Me a Lover – 4:28 (Hahn, Thatcher)

CD singolo (Stati Uniti) (Arista: 07822 12604-2)
1. Send Me a Lover – 4:28 (Hahn, Thatcher)
2. With Every Beat of My Heart – 4:22 (Faragher, Golden, Arthur Baker)
3. Love Will Lead You Back – 4:37 (Diane Warren)
4. If You Were Mine – 5:01 (Dayne, Narada Michael Walden, Jeffrey Cohen)
5. Someone Like You – 3:50 (Golden, Faragher, Dayne)

LP singolo 7" (Stati Uniti) (Arista: 07822  12603-7)
1. Send Me a Lover – 4:28 (Hahn, Thatcher)
2. Someone Like You – 3:50 (Golden, Faragher, Dayne)

MC singolo (Stati Uniti) (Arista: 07822  12603-4)
1. Send Me a Lover – 4:28 (Hahn, Thatcher)
2. Someone Like You – 3:50 (Golden, Faragher, Dayne)

## Classifiche
| Classifica                                            | Posizione massima |
| ----------------------------------------------------- | ----------------- |
| Australia (ARIA)                                      | 42                |
| Canada (RPM 100 Hit Tracks)                           | 24                |
| Canada (RPM Adult Contemporary Tracks)                | 8                 |
| Stati Uniti (Billboard Hot 100)                       | 50                |
| Stati Uniti (Billboard Hot Adult Contemporary Tracks) | 19                |

## Formazione
- Neil Stubenhaus - basso
- Michael Landau - chitarre
- Tony DeFranco - coordinatore
- Felipe Elgueta - cori
- Humberto Gatica, Alex Rodrigues - ingegneria del suono
- Humberto Gatica, Claude Gaudette - missaggio
- David Foster - piano acustico

## Cronologia di uscita
| Paese       | Data            | Formato                         |
| ----------- | --------------- | ------------------------------- |
| Australia   | 1993            | CD                              |
| Europa      | 1993            | CD                              |
| Giappone    | 21 ottobre 1993 | Mini CD                         |
| Stati Uniti | 1993            | CD • Musicassetta • Vinile (7") |

## Send Me a Lover(versione di Céline Dion)
Send Me a Lover fu registrata anche dalla cantante canadese Céline Dion. La versione interpretata da quest'ultima presenta strofe e testi rivisti e cori leggermente alterati. Il brano fu inciso durante la sessione di registrazione dell'album Celine Dion pubblicato nel 1992 e rimase inedito fino al 1994. La canzone fu offerta per varie raccolte benefiche principalmente legate a molte cause femminili. Nel dicembre 1996 Send Me a Lover uscì negli Stati Uniti come singolo promozionale dell'album Women for Women 2.

### Contenuti e successo commerciale
Send Me a Lover fu pubblicato per la prima volta sull'album Kumbaya Album, nel 1994. Tutti i proventi di questo CD furono donati per sostenere la battaglia contro l'AIDS. Il brano apparse su altri album venduti per cause benefiche come: In Between Dances (1995), i profitti andarono alla ricerca sul cancro al seno; The Power of Peace (1996), album celebrativo dei 50 anni dalla fondazione del CARE e Women for Women 2 (1996), album realizzato per ottenere fondi per la ricerca sul cancro al seno.
La versione di Céline Dion fu inclusa anche come traccia lato B del singolo pubblicato nel Regno Unito nel 1995, Pour que tu m'aimes encore.
Il 25 gennaio 1996, dopo la sua pubblicazione come singolo promozionale, il brano raggiunse la posizione numero 23 della Billboard Hot Adult Contemporary Tracks, rimanendo in classifica cinque settimane.

### Formati e tracce
CD singolo Promo (Stati Uniti) (Mercury)
1. Send Me a Lover – 4:31 (Richard Hahn, George Thatcher)

### Classifiche
| Classifica (1996)                                     | Posizione massima raggiunta |
| ----------------------------------------------------- | --------------------------- |
| Stati Uniti (Billboard Hot Adult Contemporary Tracks) | 23                          |